# IC 4831
IC 4831 ist eine Spiralgalaxie vom Hubble-Typ Sab im Sternbild Pfau am Südsternhimmel. Sie ist rund 190 Millionen Lichtjahre von der Milchstraße entfernt und hat einen Durchmesser von etwa 205.000 Lichtjahren. Die Galaxie gilt als Mitglied der IC 4845-Gruppe (LGG 427).
Im selben Himmelsareal befinden sich u. a. die Galaxien IC 4824, IC 4828, IC 4833, IC 4838.
Die Typ-II-Supernova SN 1992N wurde hier beobachtet.
Das Objekt wurde am 13. August 1901 vom US-amerikanischen Astronomen DeLisle Stewart entdeckt.